# Лутайка (Полтавская область)
Лутайка (укр. Лутайка) — село,
Караваевский сельский совет,
Гребёнковский район,
Полтавская область,
Украина.
Код КОАТУУ — 5320881903. Население по переписи 2001 года составляло 254 человека.

## Географическое положение
Село Лутайка находится на левом берегу реки Гнилая Оржица, выше по течению на расстоянии в 1 км расположено село Караваи, ниже по течению на расстоянии в 1,5 км расположен город Гребёнка, на противоположном берегу — сёла Полевое и Слободо-Петровка. Около села несколько запруд.

## История
Село указано на специальной карте Западной части России Шуберта 1826-1840 годов как хутор при Лутаевой гребле.
Село приписано к церквям в Короваях.
После 1950 присоеденен хутор Худолейщина.  

## Экономика
- ООО «ТЦЗ».

## Объекты социальной сферы
- Школа I ст.